# Lammer
Lammer er en 41 km lang biflod til Salzach i den østrigske delstat Salzburg.
Den udspringer i Tennengebirge og flyder gennem kommunerne Annaberg-Lungötz, Abtenau og Scheffau am Tennengebirge. Ved Oberscheffau findes den ca. 1 km lange slugt Lammeröfen, der er står under naturbeskyttelse. Langs slugten er etableret en gangsti, der gør den til en turistattraktion.
Vandkvaliteten i Lammer er høj, og floden anvendes til vandsportsaktiviteter som f.eks. rafting. Floden udmunder i Salzach i nærheden Golling
- Wikimedia Commons har flere filer relateret til Lammer

47°34′59″N 13°10′05″Ø / 47.583°N 13.168°Ø